# Ligat ha'Al 2019-2020
La Ligat ha'Al 2019-2020 è stata la 79ª edizione della massima divisione del campionato israeliano di calcio, iniziata il 24 agosto 2019, sospesa il 13 marzo 2020 a causa della pandemia di COVID-19, ripresa il 30 maggio 2020 e terminata il 7 luglio 2020.
Il Maccabi Tel Aviv si è riconfermato campione conquistando il suo ventitreesimo titolo.

## Squadre partecipanti
| Club               | Città         | Stadio               | Stagione precedente |
| ------------------ | ------------- | -------------------- | ------------------- |
| Ashdod             | Ashdod        | Stadio HaYud-Alef    | 12º posto           |
| Beitar Gerusalemme | Gerusalemme   | Stadio Teddy Kollek  | 7º posto            |
| Bnei Yehuda        | Tel Aviv      | Stadio Bloomfield    | 5º posto            |
| Hapoel Be'er Sheva | Be'er Sheva   | Stadio Yaakov Turner | 3º posto            |
| Hapoel Hadera      | Hadera        | Stadio Netanya       | 6º posto            |
| Hapoel Haifa       | Haifa         | Stadio Sammy Ofer    | 11º posto           |
| Hapoel Kfar Saba   | Kfar Saba     | Stadio HaMoshava     | 2° in Liga Leumit   |
| Hapoel Ra'anana    | Ra'anana      | Stadio HaMoshava     | 9º posto            |
| Hapoel Tel Aviv    | Tel Aviv      | Stadio Bloomfield    | 8º posto            |
| Ironi K. Shmona    | Kiryat Shmona | Stadio municipale    | 10º posto           |
| Maccabi Haifa      | Haifa         | Stadio Sammy Ofer    | 2º posto            |
| Maccabi Natanya    | Netanya       | Stadio Netanya       | 4º posto            |
| Maccabi Tel Aviv   | Tel Aviv      | Stadio Bloomfield    | Campione d'Israele  |
| Sektzia Ness Ziona | Ness Ziona    | Stadio HaMoshava     | 1° in Liga Leumit   |

## Formula
Per la presente stagione, l'IFA ha confermato la formula adottata a partire dal campionato 2013-2014.
Prendono parte alla massima serie 14 squadre, che si affrontano, dapprima, in un girone all'italiana di 26 giornate, tra andata e ritorno.
Al termine della stagione regolare, le sei squadre classificatesi dal primo al sesto posto partecipano ai play-off per il titolo e per la qualificazione alle Coppe europee; le otto squadre classificatesi dal settimo al quattordicesimo posto disputano, invece, i play-out per determinare le retrocessioni.
Tanto nei play-off quanto nei play-out, le squadre partono con gli stessi punti ottenuti durante la stagione regolare.
La squadra campione si qualifica al secondo turno preliminare della UEFA Champions League 2020-2021 e alla Supercoppa d'Israele 2020 (ove affronta la vincitrice della Coppa di Stato 2019-2020 o, in caso di vittoria di tale trofeo da parte del club campione nazionale, la seconda classificata in campionato).
La seconda e la terza classificata sono ammesse al primo turno preliminare di UEFA Europa League 2020-2021.
Poiché un posto a quest'ultimo torneo (precisamente al secondo turno preliminare) è previsto anche per la squadra vincitrice della Coppa di Stato 2019-2020, se detto trofeo è vinto da un club classificatosi al secondo o al terzo posto dei play-off (o, in caso di vittoria della Coppa di Stato da parte della squadra campione nazionale, se in una di tali posizioni si classifica la finalista perdente), viene qualificata al primo turno preliminare di Europa League anche la quarta classificata.
Sono retrocesse le ultime due squadre classificatesi ai play-out, rimpiazzate nella stagione successiva dalle due squadre promosse dalla Liga Leumit.
I play-off si disputano in partite di andata e ritorno, per un totale di 10 giornate (dalla 27ª alla 36ª giornata). I play-out, invece, si disputano in partite di sola andata, per un totale di 7 giornate (dalla 27ª alla 33ª).
Ciascuna squadra, pertanto, disputa complessivamente 36 o 33 partite, a seconda che partecipi ai play-off o ai play-out.

## Stagione regolare

### Classifica finale
|  | Pos. | Squadra            | Pt | G  | V  | N  | P  | GF | GS | DR  |
|  | ---- | ------------------ | -- | -- | -- | -- | -- | -- | -- | --- |
|  | 1.   | Maccabi Tel Aviv   | 64 | 26 | 19 | 7  | 0  | 48 | 7  | +41 |
|  | 2.   | Maccabi Haifa      | 58 | 26 | 18 | 4  | 4  | 58 | 20 | +38 |
|  | 3.   | Beitar Gerusalemme | 49 | 26 | 15 | 4  | 7  | 45 | 25 | +20 |
|  | 4.   | Hapoel Be'er Sheva | 44 | 26 | 13 | 5  | 8  | 33 | 23 | +10 |
|  | 5.   | Hapoel Tel Aviv    | 38 | 26 | 11 | 5  | 10 | 24 | 36 | -12 |
|  | 6.   | Hapoel Haifa       | 37 | 26 | 10 | 7  | 9  | 26 | 30 | -4  |
|  | 7.   | Bnei Yehuda        | 34 | 26 | 9  | 7  | 10 | 23 | 26 | -3  |
|  | 8.   | Hapoel Hadera      | 34 | 26 | 9  | 7  | 10 | 24 | 28 | -4  |
|  | 9.   | Maccabi Natanya    | 31 | 26 | 8  | 7  | 11 | 23 | 32 | -9  |
|  | 10.  | Ashdod             | 28 | 26 | 6  | 10 | 10 | 30 | 33 | -3  |
|  | 11.  | Hapoel Kfar Saba   | 26 | 26 | 7  | 5  | 14 | 22 | 35 | -13 |
|  | 12.  | Ironi K. Shmona    | 22 | 26 | 6  | 4  | 16 | 24 | 35 | -11 |
|  | 13.  | Sektzia Ness Ziona | 21 | 26 | 5  | 6  | 15 | 17 | 40 | -23 |
|  | 14.  | Hapoel Ra'anana    | 16 | 26 | 2  | 10 | 14 | 20 | 44 | -24 |

Legenda:
      Ammesse ai play-off.
      Ammesse ai play-out.
Note:
Tre punti a vittoria, uno a pareggio, zero a sconfitta.
In caso di arrivo di due o più squadre a pari punti, la graduatoria finale viene stilata secondo la classifica avulsa tra le squadre interessate che prevede, nell'ordine, i seguenti criteri:
- differenza reti generale;
- numero di partite vinte;
- goal segnati;
- punti negli scontri diretti;
- differenza reti negli scontri diretti;
- goal segnati negli scontri diretti.

Qualora la parità persista, si ricorre ad uno spareggio.

### Risultati
Ogni riga indica i risultati casalinghi della squadra segnata a inizio della riga contro le squadre segnate colonna per colonna (che invece avranno giocato l'incontro in trasferta). Al contrario, leggendo la colonna di una squadra si avranno i risultati ottenuti dalla stessa in trasferta, contro le squadre segnate in ogni riga, che invece avranno giocato l'incontro in casa.
|                    | Ash  | BeG  | BnY  | HBS  | HHd  | HHf  | HKS  | HRa  | HTA  | IKS  | MHa  | MNe  | MTA  | SNZ  |
| ------------------ | ---- | ---- | ---- | ---- | ---- | ---- | ---- | ---- | ---- | ---- | ---- | ---- | ---- | ---- |
| Ashdod             | –––– | 2-2  | 0-1  | 2-2  | 0-2  | 1-1  | 0-0  | 3-0  | 2-1  | 1-0  | 1-2  | 0-0  | 0-1  | 2-1  |
| Beitar G.          | 2-1  | –––– | 1-3  | 0-0  | 2-0  | 0-2  | 1-0  | 2-0  | 0-1  | 2-2  | 2-0  | 3-1  | 0-4  | 1-0  |
| Bnei Yehuda        | 2-0  | 0-2  | –––– | 0-1  | 0-1  | 0-0  | 0-1  | 1-1  | 1-2  | 2-1  | 1-3  | 0-0  | 0-3  | 1-2  |
| H. Be'er Sheva     | 2-1  | 0-1  | 1-2  | –––– | 3-0  | 1-0  | 3-1  | 1-0  | 3-0  | 2-1  | 0-2  | 2-0  | 1-1  | 3-0  |
| H. Hadera          | 1-1  | 1-2  | 0-0  | 0-1  | –––– | 2-0  | 2-0  | 4-0  | 0-1  | 2-2  | 0-3  | 1-0  | 0-3  | 1-0  |
| H. Haifa           | 1-0  | 1-4  | 3-0  | 0-3  | 1-2  | –––– | 0-2  | 2-2  | 3-0  | 2-1  | 0-0  | 1-3  | 1-1  | 2-0  |
| H. Kfar Saba       | 1-3  | 2-1  | 0-1  | 0-1  | 0-0  | 0-1  | –––– | 3-0  | 1-2  | 0-3  | 0-3  | 1-2  | 0-1  | 1-1  |
| H. Ra'anana        | 1-1  | 2-1  | 0-1  | 2-1  | 1-1  | 0-0  | 1-1  | –––– | 2-2  | 1-1  | 0-0  | 1-2  | 0-2  | 0-0  |
| H. Tel Aviv        | 0-0  | 0-1  | 1-1  | 1-0  | 2-1  | 0-1  | 2-1  | 3-1  | –––– | 2-0  | 1-2  | 0-0  | 0-3  | 1-1  |
| I. Kiryat Shmona   | 2-0  | 0-2  | 2-1  | 0-0  | 0-1  | 1-2  | 1-3  | 2-1  | 0-1  | –––– | 1-2  | 3-0  | 0-1  | 1-0  |
| M. Haifa           | 3-3  | 3-1  | 1-1  | 4-0  | 1-0  | 3-0  | 0-1  | 4-3  | 5-0  | 2-0  | –––– | 3-0  | 3-4  | 4-0  |
| M. Netanya         | 2-4  | 0-3  | 0-3  | 1-1  | 1-0  | 0-0  | 2-2  | 1-0  | 4-0  | 1-0  | 0-2  | –––– | 0-1  | 3-0  |
| M. Tel Aviv        | 2-0  | 0-0  | 0-0  | 2-0  | 0-0  | 3-0  | 4-0  | 2-1  | 3-0  | 3-0  | 1-0  | 0-0  | –––– | 1-1  |
| Sektzia Ness Ziona | 0-2  | 0-4  | 0-1  | 2-1  | 1-2  | 2-2  | 0-1  | 3-0  | 0-1  | 1-0  | 0-3  | 1-0  | 0-2  | –––– |

## Play-off

### Classifica finale
|                    | Pos. | Squadra            | Pt | G  | V  | N  | P  | GF | GS | DR  |
| ------------------ | ---- | ------------------ | -- | -- | -- | -- | -- | -- | -- | --- |
| Israele (bandiera) | 1.   | Maccabi Tel Aviv   | 87 | 36 | 26 | 9  | 1  | 63 | 10 | +53 |
|                    | 2.   | Maccabi Haifa      | 73 | 36 | 22 | 7  | 7  | 73 | 32 | +41 |
|                    | 3.   | Beitar Gerusalemme | 59 | 36 | 16 | 11 | 9  | 51 | 35 | +16 |
|                    | 4.   | Hapoel Be'er Sheva | 55 | 36 | 15 | 10 | 11 | 44 | 33 | +11 |
|                    | 5.   | Hapoel Tel Aviv    | 48 | 36 | 14 | 6  | 16 | 31 | 55 | -24 |
|                    | 6.   | Hapoel Haifa       | 47 | 36 | 12 | 11 | 13 | 39 | 46 | -7  |

Legenda:
      Campione d'Israele, ammessa alla UEFA Champions League 2020-2021.
      Ammesse alla UEFA Europa League 2020-2021.
Le squadre ripartono con gli stessi punteggi ottenuti durante la stagione regolare.
Note:
Tre punti a vittoria, uno a pareggio, zero a sconfitta.
In caso di arrivo di due o più squadre a pari punti, la graduatoria finale viene stilata secondo la classifica avulsa tra le squadre interessate che prevede, nell'ordine, i seguenti criteri:
- differenza reti generale;
- numero di partite vinte;
- goal segnati;
- punti negli scontri diretti;
- differenza reti negli scontri diretti;
- goal segnati negli scontri diretti.

Qualora la parità persista, si ricorre ad uno spareggio.

### Risultati
Ogni riga indica i risultati casalinghi della squadra segnata a inizio della riga contro le squadre segnate colonna per colonna (che invece avranno giocato l'incontro in trasferta). Al contrario, leggendo la colonna di una squadra si avranno i risultati ottenuti dalla stessa in trasferta, contro le squadre segnate in ogni riga, che invece avranno giocato l'incontro in casa.
|                | BeG  | HBS  | HHf  | HTA  | MHa  | MTA  |
| -------------- | ---- | ---- | ---- | ---- | ---- | ---- |
| Beitar G.      | –––– | 1-1  | 1-1  | 3-0  | 2-2  | 0-0  |
| H. Be'er Sheva | 2-2  | –––– | 3-1  | 0-0  | 0-1  | 2-0  |
| H. Haifa       | 0-0  | 1-1  | –––– | 4-0  | 1-4  | 0-3  |
| H. Tel Aviv    | 3-0  | 1-0  | 0-3  | –––– | 1-3  | 0-2  |
| M. Haifa       | 0-0  | 2-1  | 2-2  | 1-2  | –––– | 0-1  |
| M. Tel Aviv    | 1-0  | 1-1  | 2-0  | 3-0  | 2-0  | –––– |

## Play-out

### Classifica finale
|  | Pos. | Squadra            | Pt | G  | V  | N  | P  | GF | GS | DR  |
|  | ---- | ------------------ | -- | -- | -- | -- | -- | -- | -- | --- |
|  | 7.   | Bnei Yehuda        | 49 | 33 | 13 | 10 | 10 | 40 | 30 | +10 |
|  | 8.   | Ashdod             | 41 | 33 | 10 | 11 | 12 | 48 | 47 | +1  |
|  | 9.   | Hapoel Hadera      | 40 | 33 | 10 | 10 | 13 | 33 | 42 | -9  |
|  | 10.  | Maccabi Natanya    | 40 | 33 | 11 | 7  | 15 | 35 | 46 | -11 |
|  | 11.  | Hapoel Kfar Saba   | 38 | 33 | 10 | 8  | 15 | 28 | 38 | -10 |
|  | 12.  | Ironi K. Shmona    | 32 | 33 | 9  | 5  | 19 | 30 | 43 | -13 |
|  | 13.  | Sektzia Ness Ziona | 32 | 33 | 8  | 8  | 17 | 23 | 46 | -23 |
|  | 14.  | Hapoel Ra'anana    | 17 | 33 | 2  | 11 | 20 | 27 | 62 | -35 |

Legenda:
      Retrocesse in Liga Leumit 2020-2021
Le squadre ripartono con gli stessi punteggi ottenuti durante la stagione regolare.
Note:
Tre punti a vittoria, uno a pareggio, zero a sconfitta.
In caso di arrivo di due o più squadre a pari punti, la graduatoria finale viene stilata secondo la classifica avulsa tra le squadre interessate che prevede, nell'ordine, i seguenti criteri:
- differenza reti generale;
- numero di partite vinte;
- goal segnati;
- punti negli scontri diretti;
- differenza reti negli scontri diretti;
- goal segnati negli scontri diretti.

Qualora la parità persista, si ricorre ad uno spareggio.

### Risultati
Ogni riga indica i risultati casalinghi della squadra segnata a inizio della riga contro le squadre segnate colonna per colonna (che invece avranno giocato l'incontro in trasferta). Al contrario, leggendo la colonna di una squadra si avranno i risultati ottenuti dalla stessa in trasferta, contro le squadre segnate in ogni riga, che invece avranno giocato l'incontro in casa.
|                    | Ash  | BnY  | HHd  | HKS  | HRa  | IKS  | MNe  | SNZ  |
| ------------------ | ---- | ---- | ---- | ---- | ---- | ---- | ---- | ---- |
| Ashdod             | –––– |      | 3-1  | 2-3  | 3-2  |      |      | 2-0  |
| Bnei Yehuda        | 3-3  | –––– | 5-0  | 0-0  |      | 2-0  |      |      |
| H. Hadera          |      |      | –––– | 0-0  | 2-2  |      | 1-2  | 2-2  |
| H. Kfar Saba       |      |      |      | –––– | 2-0  | 0-0  |      | 0-1  |
| H. Ra'anana        |      | 0-4  |      |      | –––– | 0-1  | 2-4  |      |
| I. Kiryat Shmona   | 3-0  |      | 0-3  |      |      | –––– |      | 1-0  |
| M. Netanya         | 2-5  | 1-3  |      | 0-1  |      | 3-1  | –––– |      |
| Sektzia Ness Ziona |      | 0-0  |      |      | 2-1  |      | 1-0  | –––– |

## Statistiche

### Individuali

#### Classifica marcatori
| Gol |  |  | Giocatore         | Squadra            |
| --- |  |  | ----------------- | ------------------ |
| 22  |  |  | Nikita Rukavytsya | Maccabi Haifa      |
| 13  |  |  | Ben Sahar         | Hapoel Be'er Sheva |
| 12  |  |  | Yonatan Cohen     | Maccabi Tel Aviv   |
| 11  |  |  | Omri Altman       | Hapoel Tel Aviv    |
| 10  |  |  | Tjaronn Chery     | Maccabi Haifa      |
| 10  |  |  | Dean David        | Ashdod             |
| 10  |  |  | Omer Fadida       | Hapoel Kfar Saba   |
| 10  |  |  | Dor Jan           | Bnei Yehuda        |
| 9   |  |  | Shlomi Azulay     | Beitar Gerusalemme |
| 9   |  |  | Chikeluba Ofoedu  | Maccabi Tel Aviv   |
| 9   |  |  | Eliel Peretz      | Hapoel Hadera      |
| 9   |  |  | Raz Stein         | Sektzia Nes Tziona |
| 8   |  |  | Omer Atzili       | Maccabi Tel Aviv   |
| 8   |  |  | Shlomi Azulai     | Ashdod             |